# Polifemo (Rodin)
Il Polifemo (in francese: Polyphème) è una scultura di Auguste Rodin ispirata al libro XIII del poema Le metamorfosi del poeta romano Ovidio. Una versione in gesso dell'opera si trova al museo Rodin di Filadelfia, mentre una in bronzo si trova al museo Soumaya di Città del Messico.

## Soggetto
Nella mitologia greca, Polifemo era un ciclope, che abitava l'isola di Sicilia, il quale si innamorò di Galatea, una nereide. Secondo la versione ovidiana, quando Galatea rifiutò il ciclope in favore di Aci, un pastore siciliano, Polifemo si ingelosì e uccise quest'ultimo schiacciandolo con un masso.

## Storia
Quest'opera fu il primo approccio per il bozzetto di Polifemo, Aci e Galatea, un gruppo che si trova al centro dell'anta destra della Porta dell'Inferno. Esistono degli studi di bronzo sul torso di Polifemo, ma non si conosce alcuna versione monumentale della figura completa. Lo studio lascia intendere che Rodin si interessava soltanto della porzione del corpo prodotta avvicinando la coscia destra al torso.